# Clermont (Oise)
Clermont je francouzská obec v departementu Oise v regionu Hauts-de-France. V roce 2011 zde žilo 10 758 obyvatel. Je centrem arrondissementu Clermont.

## Sousední obce
Agnetz, Breuil-le-Sec, Fitz-James, Breuil-le-Vert, Neuilly-sous-Clermont

## Vývoj počtu obyvatel
Počet obyvatel 